# Andrew Rannells
Andrew Scott Rannells (* 23. srpna 1978 Omaha, Nebraska) je americký herec, dabér a zpěvák.

## Životopis
Narodil se ve městě Omaha v americkém státě Nebraska do rodiny Charlotte a Ronalda Rannellsových. Je v pořadí čtvrtým z pěti sourozenců, má tři sestry a staršího bratra. Má polské a irské předky. Navštěvoval základní školu Panny Marie Lurdské v Omaze a poté římsko-katolickou chlapeckou školu Creighton. Jako dítě chodil na kurzy herectví v Dětském divadle Emmy Gifford a vystupoval v divadlech Firehouse Dinner Theatre, Dundee Dinner Theater a v komunitním divadle Omaha. Ve svých jedenácti letech se poprvé objevil na divadelní hře. Též se věnoval dabingu a dělal voiceover do reklam. V roce 1997 se po absolvování střední školy přestěhoval do New Yorku. Dva roky studoval herectví na Marymount Manhattan College, poté ze začal herectví věnovat na plný úvazek.
V roce 2011 byl nominován na cenu Tony za ztvárnění Eldera Prince v muzikálu The Book of Mormon. V roce 2012 spolu s obsazením muzikálu získal cenu Grammy za nejlepší muzikálové album. Druhou nominaci na cenu Tony získal v roce 2017 za roli Whizzera v muzikálu Falsettos. Na Broadwayi se ještě objevil ve hrách a muzikálech Hairspray, Hamilton, Hedwig a Angry Inch, Jersey Boys a Kluci z party.

## Osobní život
Rannells se nijak netají svou homosexualitou. Řekl, že už od střední školy ví, že je gay. Ve svých osmnácti letech proběhl jeho coming out, kdy svou orientaci přiznal své rodině a přátelům. V roce 2014 se přestěhoval do New Yorku, před tím pobýval v Los Angeles kvůli natáčení seriálu Úplně normální.
Od roku 2019 žije s hercem Tucem Watkinsem, s nímž se setkal na Broadwayi v divadelní hře Kluci z party, pár si spolu zahrál i ve stejnojmenném filmu z roku 2020. Pár trvale žije v Los Angeles.

## Filmografie

### Film
| Rok  | Název                | Role               |
| ---- | -------------------- | ------------------ |
| 2010 | Sex ve městě 2       | sborista na svatbě |
| 2012 | Holky na tahu        | Manny              |
| 2015 | Stážista             | Cameron            |
| 2016 | Proč právě on?       | Blaine Pederman    |
| 2018 | Nebezpečná laskavost | Darren             |
| 2020 | Kluci z party        | Larry              |
| 2020 | The Prom             | Trent Oliver       |
| 2020 | The Stand In         | Nico               |

### Televize
| Rok     | Název                                      | Role                             | Poznámky                                                      |
| ------- | ------------------------------------------ | -------------------------------- | ------------------------------------------------------------- |
| 2012–17 | Girls                                      | Elijah Krantz                    | 35 dílů                                                       |
| 2012–13 | Úplně normální                             | Bryan Collins                    | 22 dílů                                                       |
| 2013    | Comedy Bang! Bang!                         | Quinn Abernathy                  | díl: „Clark Gregg Wears a Navy Blazer & White Collared Shirt“ |
| 2013–14 | Jak jsem poznal vaši matku                 | Darren                           | 2 díly                                                        |
| 2015    | Glee                                       | on sám                           | díl: „Dreams Come True“                                       |
| 2015    | Knick: Doktoři bez hranic                  | Frazier H. Wingo                 | 4 díly                                                        |
| 2016    | Zvrhlé panství                             | Bertram Harrison Fusselforth VII | 3 díly                                                        |
| 2016    | Drunk History                              | John A. Roebling                 | díl: „Landmarks“                                              |
| 2017    | Will a Grace                               | Reggie                           | díl: „Grandpa Jack“                                           |
| 2018    | RuPaul's Drag Race                         | on sám / hostující porotce       | vystupoval v 8. dílu 10. řady                                 |
| 2018    | The Romanoffs                              | David Patton                     | díl: „Bright and High Circle“                                 |
| 2018    | Live from Lincoln Center: Stars in Concert | on sám                           | díl: „Andrew Rannells in Concert“                             |
| 2019–21 | Černé pondělí                              | Blair Pfaff                      | 20 dílů                                                       |

### Animované seriály a filmy
| Rok     | Název                      | Role                  | Poznámky                                  |
| ------- | -------------------------- | --------------------- | ----------------------------------------- |
| 1995–97 | Street Sharks              | Streex, kreveta Louie |                                           |
| 1999    | Archie's Weird Mysteries   | Archie Andrews        |                                           |
| 2001    | Cubix: Robots for Everyone | Connor                |                                           |
| 2002    | Liberty's Kids: Est. 1776  | Alexander Hamilton    |                                           |
| 2003–09 | Želvy ninja                | různé role            |                                           |
| 2016    | Simpsonovi                 | on sám                | díl: „Nevinný výlet“                      |
| 2016–18 | Sofie první                | Morris / Skye         | 5 dílů                                    |
| 2017–18 | Welcome to the Wayne       | Andrei                | 4 díly                                    |
| 2017    | Vampirina                  | král Peppy            | díl: „The Plant Predicament/Mummy Mayhem“ |
| 2017–25 | Big Mouth                  | Matthew               | 32 dílů                                   |
| 2018    | Bobovy burgery             | Hayden                | díl: „Just One of the Boyz 4 Now for Now“ |
| 2020    | Central Park               | Griffin               | 2 díly                                    |
| 2021    | Invictible                 | William Cockwell      |                                           |

### Anime
| Rok       | Název                                                             | Role                                                               | Poznámky        |
| --------- | ----------------------------------------------------------------- | ------------------------------------------------------------------ | --------------- |
| 2000–2006 | Pokémon                                                           | Morty, Harley, další postavy                                       | anglický dabing |
| 2001–2005 | Jú gi ó: Duel monsters GX                                         | Mako Tsunami, Noah Kaiba, Leon von Schroeder / Leon Wilson         | anglický dabing |
| 2001      | Král Šamanů                                                       | Len Tao                                                            | anglický dabing |
| 2002      | Kinnikuman                                                        | různé postavy                                                      | anglický dabing |
| 2002      | Knight Hunters Eternity                                           | Toudou Hijiri                                                      |                 |
| 2002      | Tokyo Mew Mew                                                     | Dren, Wesley J. Coolridge III                                      | anglický dabing |
| 2003–06   | Sonic X                                                           | vypravěč, Decoe, Bokkun, pan Stewart, E-102 „Gamma“, další postavy | anglický dabing |
| 2005      | Jú gi ó: Duel monsters GX – Gakuensai Dyueru! Buramajigāru Rannyū | šimpanz Wheeler, Belowski, různé role                              | anglický dabing |
| 2005      | Pokémon 7 – Osud pokémona Deoxise                                 | Gurū                                                               | anglický dabing |

### Videohry
| Rok  | Název                              | Role         | Poznámky        |
| ---- | ---------------------------------- | ------------ | --------------- |
| 2004 | Yu-Gi-Oh! Capsule Monster Coliseum | Mako Tsunami | anglický dabing |
| 2005 | Shadow the Hedgehog                | různé role   | anglický dabing |
| 2006 | Bully                              | Bif Taylor   |                 |

## Divadelní role
| Rok     | Název               | Role                        | Poznámky                                                                     |
| ------- | ------------------- | --------------------------- | ---------------------------------------------------------------------------- |
| 2000–01 | Pokémon Live!       | James                       |                                                                              |
| 2002    | Hairspray           | Fender, Link Larkin         |                                                                              |
| 2006    | The 60's Project    | účinkující                  |                                                                              |
| 2007    | Jersey Boys         | Bob Gaudio                  | americké turné                                                               |
| 2010    | Lysistrata Jones    | Michelangelo „Mick“ Jackson | v původním obsazení muzikálu                                                 |
| 2011    | The Book of Mormon  | Elder Kevin Price           | v původním obsazení muzikálu                                                 |
| 2014    | Hedwig a Angry Inch | Hedwig                      | hlavní role                                                                  |
| 2015    | Hamilton            | Jiří III.                   | Pětitýdenní záskok za Jonathana Groffa (27. října 2015 – 29. listopadu 2015) |
| 2016    | Falsettos           | Whizzer Brown               | Broadwayský revival                                                          |
| 2018    | Kluci z party       | Larry                       | Broadway                                                                     |